# سولمینیس
سولمینیس (به ایتالیایی: Soleminis) یک کومونه در ایتالیا است که در استان کالیاری واقع شده‌است. سولمینیس ۱۳٫۰ کیلومتر مربع مساحت و ۱٬۶۹۸ نفر جمعیت دارد.